# Alvin (batyskaf)

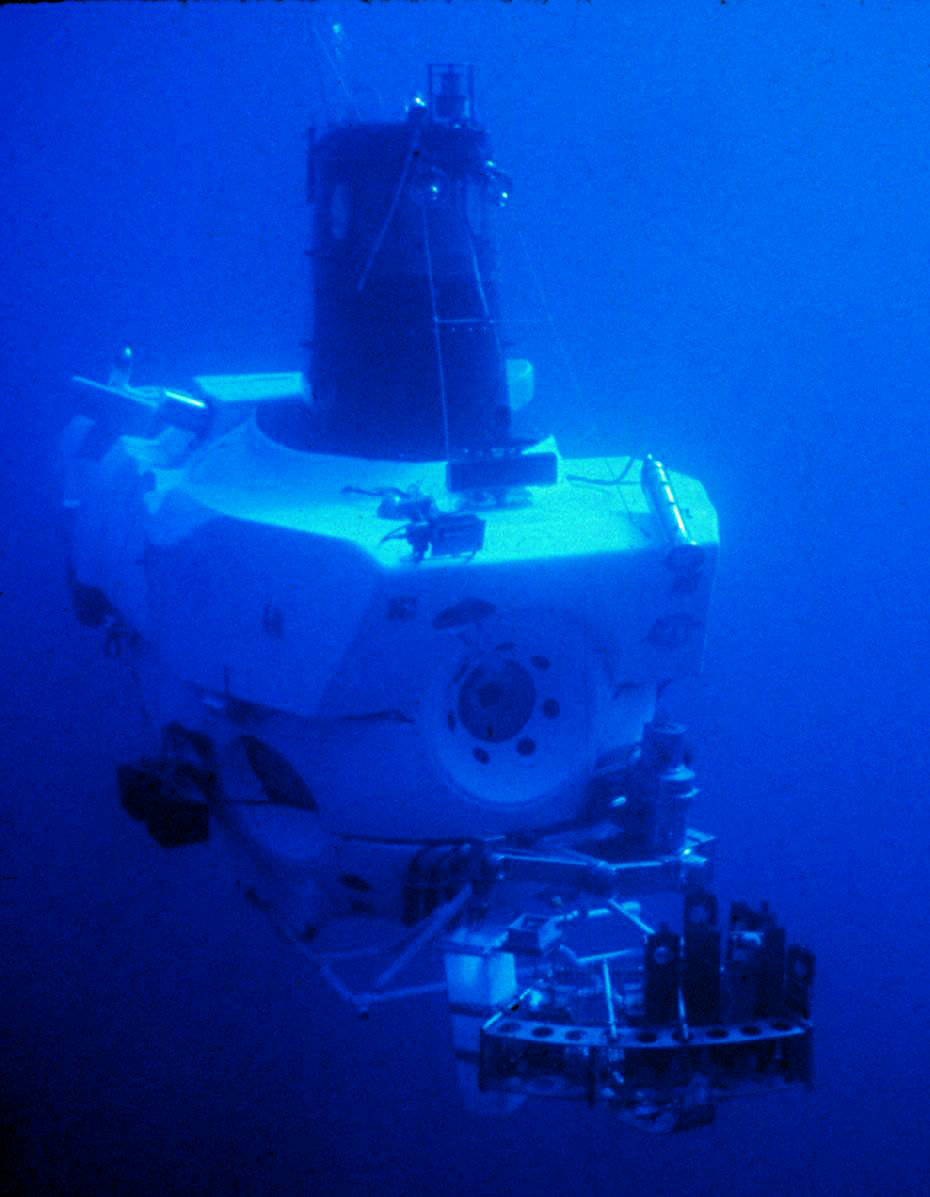
batyskaf Alvin

Alvin – pojazd podwodny przeznaczony do prac badawczych i ratunkowych zbudowany w 1964 roku, konstrukcji oceanografa Allyna Vine'a z Woods Hole Oceanographic Institution. Obsługę batyskafu Alvin stanowi jeden pilot i dwóch naukowców.
Batyskaf Alvin jest zdolny do osiągania głębokości 6500 m, rozwijania prędkości 5,8 węzła i przebywania pod wodą 24 godziny. 
Od nazwy batyskafu pochodzi nazwa rodziny Alvinellidae i rodzaju Alvinella (zob np. Alvinella pompejana), odkrytych  w końcu lat 70. XX w. na głębokości 2500 m, w głębinowych „ogrodach róż” lub „oazach” dna oceanicznego – np. w ekosystemach kominów hydrotermalnych ryftu płyty pacyficznej w pobliżu Wysp Galapagos, w osiowej części Grzbietu Wschodniopacyficznego. W ekspedycjach badawczych uczestniczyli m.in. Jack Corliss, Tjeerd H. van Andel i Jack Donnelly.
W 1966 roku Marynarka wojenna Stanów Zjednoczonych posłużyła się między innymi Alvinem do akcji wydobycia bomby wodorowej z głębokości 853 m u wybrzeży  Hiszpanii, niedaleko osady Palomares.